# Para os Jovens que Amam os Beatles, Rolling Stones e... Os Incríveis
Para os Jovens Que Amam os Beatles, Rolling Stones e... Os Incríveis é o título do álbum de estúdio da banda de rock e pop Os Incríveis, lançado em meados de outubro de 1967, sob o selo da RCA Victor.

## Faixas
| N.º | Título                                                           | Compositor(es)                                                              | Duração |  |
| 1.  | "Minha Oração"                                                   | Georges Boulanger, Jimmy Kennedy                                            | 2:30    |  |
| 2.  | "Vai, Meu Bem"                                                   | Howard Blaikley, versão de Hamilton Di Giorgio                              | 2:18    |  |
| 3.  | "Nosso Trato"                                                    | Brian Wilson, Roger Christian, versões de Pantros, Liberty Pádua            | 3:20    |  |
| 4.  | "Era Um Garoto Que Como Eu Amava os Beatles e os Rolling Stones" | Franco Migliacci, Mauro Lusini, versão de Brancato Junior                   | 3:30    |  |
| 5.  | "O Homem do Braço de Ouro"                                       | Elmer Bernstein; Sylvia Pine                                                | 3:05    |  |
| 6.  | "O Milionário"                                                   | Mike Maxfield                                                               | 3:45    |  |
| 7.  | "Molambo"                                                        | Augusto Mesquita, Jayme Thomás Florence                                     | 2:54    |  |
| 8.  | "You Know What I Want"                                           | Howard Blaikley                                                             | 2:30    |  |
| 9.  | "Czardas"                                                        | Vittorio Monti                                                              | 3:35    |  |
| 10. | "Perdi Você"                                                     | Carlos Mendes, José Alberto Diogo                                           | 2:55    |  |
| 11. | "Nosso Abraço aos Beatles e Rolling Stones"                      | Bert Russell, Phil Medley/Keith Richards, Mick Jagger, versão dos Incríveis | 2:20    |  |
| 12. | "Não Resta Nem Ilusão"                                           | Natal Maleski                                                               | 3:10    |  |

## Sobre as canções
- "Minha Oração" é uma versão da música "My Prayer" de Georges Boulanger e Jimmy Kennedy de 1939.
- "Vai, Meu Bem" é uma versão de Hamilton Di Giorgio da música "Hideaway" de Howard Blaikley de 1966.
- "Nosso Trato" é uma versão de Liberty Pádua da música "Sei Già d'un Altro" que também é uma versão do músico italiano Armando Sciascia, mas conhecido pelo seu pseudônimo Pantros da música "Don't Worry Baby" de Brian Wilson e Roger Christian de 1964.
- "Era Um Garoto Que Como Eu Amava os Beatles e os Rolling Stones" é uma versão de Brancato Junior (na época empresário da banda)[2] da canção italiana "C'era un Ragazzo Che Come Me Amava i Beatles e i Rolling Stones de Gianni Morandi e Franco Migliacci de 1966. Em 1990, ganhou uma versão cover da banda gaúcha Engenheiros do Hawaii, presente no álbum O Papa é Pop,[3] a banda KLB também regravou a canção em seu álbum de estúdio KLB Bandas.[4]
- "O Homem do Braço de Ouro" é uma versão da música "Delilah Jones" de Elmer Bernstein e Sylvia Pine.
- "O Milionário" é uma versão da música "The Millionaire" de Mike Maxfield.
- "Nosso Abraço aos Beatles e Rolling Stones" é uma canção que homenageia e que reúne trechos de três músicas, "Era Um Garoto Que Como Eu Amava os Beatles e os Rolling Stones", "Twist and Shout" de Bert Russell e Phil Medley de 1961 e "(I Can't Get No) Satisfaction" de Keith Richards e Mick Jagger de 1965.

## Formação
- "Mingo" - (voz e guitarra)
- "Risonho" - (guitarra)
- "Manito" - (teclados, vocal e sax)
- "Netinho" - (bateria)
- "Nenê" - (baixo)